# Ułus wierchniewilujski
Ułus wierchniewilujski (ros. Верхневилюйский улус, jakuc. Үөһээ Бүлүү улууhа) – ułus (jednostka podziału administracyjnego w rosyjskiej Jakucji, odpowiadająca rejonowi w innych częściach Rosji) w środkowo-zachodniej części położonej na Syberii autonomicznej rosyjskiej republiki Jakucji.
Ułus ma powierzchnię ok. 43,17 tys. km². W 2005 r. na jego obszarze żyło ok. 21,2 tys. osób, zamieszkujących w 29 osadach. Gęstość zaludnienia w 2005 r. w ułusie wynosiła 0,5 os./km².
Ośrodkiem administracyjnym ułusu jest wieś Wierchniewilujsk.
Podstawą gospodarki w rejonie jest hodowla bydła i świń, eksploatacja lasów oraz myślistwo i rybołówstwo.